# Diacetylen
Diacetylene (còn được gọi là butadiyne, danh pháp tiếng Việt: điaxetilen, butađiin) là một hợp chất hữu cơ có công thức hóa học C4H2. Đây là hợp chất đơn giản nhất chứa hai liên kết ba. Theo lý thuyết, đây là chất đầu tiên trong dãy đồng đẳng các polyyne.

## Sự xuất hiện
Diacetylene có trong bầu khí quyển của về tinh Titan và trong tinh vân tiền hành tinh CRL 618 bởi phổ dao động phân tử (vibrational spectrum) đặc trưng. Diacetylene tạo ra từ phản ứng giữa acetylene và gốc ethynyl (C2H) (gốc này sinh ra khi quang phân ly acetylene). Gốc tự do này tấn công liên kết ba trong acetylene và phản ứng hiệu quả ngay cả ở nhiệt độ thấp. Diacetylene cũng được phát hiện trên Mặt Trăng.

## Điều chế
Hợp chất này tạo ra nhờ quá trình khử hydrohalogen của 1,4-dichloro-2-butyne bởi kali hydroxide (trong môi trường cồn) ở nhiệt độ ≈ 70:
ClCH2C≡CCH2Cl + 2KOH → HC≡C−C≡CH + 2KCl + 2H2O
Điều chế dẫn xuất của diacetylene gắn nhóm bảo vệ bis(trimethylsilyl) bằng cách tạo phản ứng trùng hợp Hay cho hợp chất (trimethylsilyl)acetylene:
2Me3Si−C≡CH → Me3Si−C≡C−C≡C−SiMe3